# Bouza (Departement)
Bouza ist ein Departement in der Region Tahoua in Niger.

## Geographie
Das Departement liegt im Süden des Landes. Es besteht aus der Stadtgemeinde Bouza und den Landgemeinden Allakaye, Babankatami, Déoulé, Karofane, Tabotaki und Tama. Der namensgebende Hauptort des Departements ist Bouza.
Es gibt sieben Dörfer mit mehr als 5000 Einwohnern laut Volkszählung 2012:
- Allakaye (Gemeindehauptort)
- Angoual Dénia
- Assoudjé
- Djibalé
- Garadoumé
- Madetta
- Tama (Gemeindehauptort)[2]

Durch das Departement verläuft das Tarka-Tal.

## Geschichte
Nach der Unabhängigkeit Nigers im Jahr 1960 wurde das Staatsgebiet in 32 Bezirke (circonscriptions) aufgeteilt. Einer davon war der Bezirk Bouza. 1964 gliederte eine Verwaltungsreform Niger in sieben Departements, die Vorgänger der späteren Regionen, und 32 Arrondissements, die Vorgänger der späteren Departements. Im Zuge dessen wurde der Bezirk Bouza als in das Arrondissement Bouza umgewandelt.
Im Jahr 1998 wurden die bisherigen Arrondissements Nigers zu Departements erhoben, an deren Spitze jeweils ein vom Ministerrat ernannter Präfekt steht. Die Gliederung des Departements in Gemeinden besteht seit dem Jahr 2002. Zuvor bestand es aus dem städtischen Zentrum Bouza und den Kantonen Bouza und Déoulé.

## Bevölkerung
Das Departement Bouza hat gemäß der Volkszählung 2012 445.363 Einwohner. Bei der Volkszählung 2001 waren es 277.782 Einwohner, bei der Volkszählung 1988 180.714 Einwohner und bei der Volkszählung 1977 142.061 Einwohner.

## Verwaltung
An der Spitze des Departements steht ein Präfekt (französisch: préfet), der vom Ministerrat auf Vorschlag des Innenministers ernannt wird.
| Amtszeit                     | Name                |
| ---------------------------- | ------------------- |
| …                            |                     |
| 15. Apr. 2010 – 3. Jun. 2011 | Djibo Mamoudou      |
| 3. Jun. 2011 – 4. Dez. 2013  | Abdallah Illias     |
| 4. Dez. 2013 – 29. Jul. 2016 | Illa Sanoussi       |
| 29. Jul. 2016 – 9. Okt. 2018 | Saley Djigo         |
| 9. Okt. 2018 – 4. Dez. 2020  | Sahabi Assoumane    |
| 4. Dez. 2020 – 8. Nov. 2021  | Rhissa Ahamoudou    |
| 8. Nov. 2021 – 21. Sep. 2023 | Harouna Souley      |
| seit 21. Sep. 2023           | Abdouramane Zongoma |